# 阿倫岩
77°33′S 169°9′E / 77.550°S 169.150°E
阿倫岩（英語：Allen Rocks）是南極洲的岩石，位於羅斯島，處於斯拉特里峰東北面4.1公里，屬於凱爾山的一部分，由美國南極名稱諮詢委員命名，現時由南極條約體系管理。